# Cyalithus vitalisi
Cyalithus vitalisi – gatunek chrząszcza z rodziny bogatkowatych, podrodziny Chrysochroinae i plemienia Chrysochroini.

## Taksonomia
Gatunek ten został opisany w 1922 przez Bourgoin jako Asemochyrus vitalisi.

## Opis
Bogatkowaty osiągający od 18 do 22 mm długości ciała. Głowa złociście czerwona z krótkim, skośnymi żeberkami z każdą wstawką czułków. Oczy szeroko oddzielone. Przedplecze nieco szersze u podstawy niż z przodu. Pokrywy złocisto-zielone z czterema słabymi żeberkami, z których drugie i trzecie nie łączą się ze sobą przed końcem pokryw.

## Występowanie
Gatunek ten występuje w północnym Wietnamie i Tajlandii.